# ردی ات دان
ردی ات دان (انگلیسی: Ready at Dawn) یک استودیوی  توسعه‌دهنده بازی ویدئویی است که در ارواین، کالیفرنیا واقع شده‌است و شامل اعضای پیشین ناتی داگ و بلیزارد انترتینمنتاست. پس از آنکه در سال ۲۰۰۳ تأسیس شد، کمپانی معمولاً برای بازی‌های پلی‌استیشن همراه کار کرده‌است، به ویژه بازی‌های سونی اینتراکتیو انترتینمنت مانند خدای جنگ و دَکتسر. این استودیو هم‌اکنون بخشی از اوکلوس است.